# NGC 5005
Az NGC 5005 (más néven Caldwell 29) egy spirálgalaxis a Canes Venatici (Vadászebek) csillagképben.

## Felfedezése
A galaxist William Herschel fedezte fel 1785. május 1-jén.

## Tudományos adatok
A röntgen megfigyelések arra utalnak, hogy egy szupermasszív fekete lyuk található a középpontjában. Nagyon közel van hozzá az NGC 5033 spirálgalaxis. A két galaxis gravitációs mezője gyengén befolyásolja egymást.
A galaxis 946 km/s sebességgel közeledik hozzánk.

## Megfigyelési lehetőség
Mivel nagyon fényes magja van, amatőrcsillagászok is megfigyelhetik.